# Ковзанярський спорт на зимових Олімпійських іграх 2010 — 3000 метрів (жінки)

## Призери
| Золото            | Срібло         | Бронза         |
| Мартіна Сабликова | Штефані Бекерт | Крістіна Грувз |

## Змагання
| Місце | Спортсмен           | Время   |
| ----- | ------------------- | ------- |
| 1     | Мартіна Сабликова   | 4:02,53 |
| 2     | Штефані Бекерт      | 4:04,62 |
| 3     | Крістіна Грувз      | 4:04,84 |
| 4     | Даніела Аншутц-Томс | 4:04,87 |
| 5     | Клара Х'юз          | 4:06,01 |
| 6     | Масако Ходзумі      | 4:07,36 |
| 7     | Ірен Вуст           | 4:08,09 |
| 8     | Марен Хауглі        | 4:10,01 |
| 9     | Ненсі Суідер-Пельц  | 4:11,16 |
| 10    | Ренате Груневолд    | 4:11,25 |
| 11    | Діані Валькенбург   | 4:11,71 |
| 12    | Джілліен Рукард     | 4:13,05 |
| 13    | Катрін Маттшеродт   | 4:13,72 |
| 14    | Сінді Классен       | 4:15,53 |
| 15    | Сіхо Ісідзава       | 4:15,62 |
| 16    | Анна Рокита         | 4:16,42 |
| 17    | Кетрін Рені         | 4:16,59 |
| 18    | Світлана Високова   | 4:16,91 |
| 19    | Але Сон Ен          | 4:17,36 |
| 20    | Галина Лихачова     | 4:17,63 |
| 21    | Ері Наторі          | 4:18,18 |
| 22    | Ван Фей             | 4:18,42 |
| 23    | Лі Чжу Ен           | 4:18,87 |
| 24    | Луїза Злотковська   | 4:19,13 |
| 25    | Фу Чуньянь          | 4:20,62 |
| 26    | Пак До Ен           | 4:20,92 |
| 27    | Катрін Граш         | 4:20,93 |
| 28    | Катажина Возняк     | 4:22,35 |